# めぐみうい
めぐみ うい（1994年11月24日 - ）は、日本のグラビアアイドル。沖縄県出身。アンシーズエンターテインメント所属。

## 経歴・人物
岡山美少女コンテスト第一回ファイナリスト
2018年 東京ゲームショウ『モーニングテックジャパン』
1stDVD『芽水 憂コスグラッチェ』
大洋図書『メンズナックル』グラビアページ掲載

## 作品

### DVD
- 芽水憂（2018年10月19日、M.B.D. メディアブランド）
- ごはんにする？おふろにする？それとも×××......（2019年12月10日、グラッソ）
- ういちゃんと一緒！（2020年7月30日、スパイスビジュアル）
- 秘めごと（2020年10月30日、スパイスビジュアル）